# Mordellistena multicicatrix
Mordellistena multicicatrix is een keversoort uit de familie spartelkevers (Mordellidae). De wetenschappelijke naam van de soort is voor het eerst geldig gepubliceerd in 1986 door Kangas.